# Atoconeura
Atoconeura ist eine aus sechs Arten bestehende Libellengattung. Die Gattung gehört zur Unterfamilie Trithemistinae und wurde 1899 durch Ferdinand Karsch beschrieben. Als Generotyp diente ein Tier der bis dahin unbekannten Art Atoconeura biodinata aus Tanganjika. Das Verbreitungsgebiet erstreckt sich über die Bergregionen Ost- und Westafrikas.

## Merkmale
Atoconeura-Arten sind vergleichsweise große, glänzend schwarze Libellen mit gelben Flecken. Insbesondere der gelbe Fleck auf dem siebten Segment des Hinterleibs (Abdomen) ist meist auffällig und für die Gattung in der Region ein gutes Unterscheidungskriterium.  Teilweise ist der Fleck aber auch bestäubt. Auch dient die Struktur dieses und weiterer Flecken gut zur Unterscheidung der Arten. Die Hinterflügel erreichen Längen zwischen 28 und 38 Millimetern.

## Habitat
Die Imagines der Gattung Atoconeura kommen entlang von Flüssen in bewaldeten Bergregionen vor. Je nach Art reicht das Höhenspektrum dabei von knapp 700 Metern bis 3000 Metern.

## Verhalten
Die Männchen lassen sich vornehmlich auf Zweigen und Steinen  über beziehungsweise entlang kleinerer Bäche nieder. Das Fortpflanzungsverhalten ist hingegen noch weitgehend unbekannt und es existieren nur kursorische Beobachtungen.

## Systematik
Nach einer Revision der Gattung im Jahr 2006 werden folgende Arten der Gattung unterschieden:
- Atoconeura aethiopica Kimmins, 1958
- Atoconeura biordinata Karsch, 1899
- Atoconeura eudoxia Kirby, 1909
- Atoconeura kenya Longfield, 1953
- Atoconeura luxata Dijkstra, 2006
- Atoconeura pseudeudoxia Longfield, 1953